# موصل ليفي
الموصل الليفي (بالإنجليزية: Synarthrosis)‏ ، هو أحد أنواع المفاصل التي تسمح تحت الظروف الطبيعية بعدم الحركة كلّية أو بالكاد بحركة بسيطة جداً. وأغلبها يكون مفاصل ليفية.، ومثال ذلك عظام الجمجمة، ومن الملاحظ بأنه تكون هذه المفاصل متحركة عند الطفل الوليد، بسبب عدم اكتمال تكوينها.الأمر الذي يعطي درجة من المرونة يمكن بوساطتها أن يتغير رأس الطفل أثناء الولادة.
المفصل الوتدي ومفصل الدرزي ، كلاهما موصل ليفي.

## الأنواع
يمكن تصنيف الموصل الليفي بحسب كيفية ارتباط العظمين معا:

### مفصل وتدي
يوجد المفصل الوتدي (بالإنجليزية: Gomphosis)‏ في أسناخ الأسنان (بالإنجليزية: tooth sockets)‏. أسناخ الأسنان غالبا ما يشار إليها على أنها مفصل وتدي، وهو ذلك النوع من المفاصل الذي يكون على شكل وتد مخروطي الشكل يدخل في تجويف أو سِنْخ يناسب شكله. عادة ما يكون هناك قدر ضئيل للغاية من الحركة في الأسنان، سواء في الفك السفلي أو الفك العلوي.

### التحام عظمي
يحدث الالتحام العظمي (بالإنجليزية: Synostosis)‏ عندما يلتحم اثنان من العظام اللذان هما في الحالة الابتدائية منفصلان، فيصبحان عظمة واحدة. في البشر، تلتحم ألواح جمجمة الأطفال مع اقتراب سن البلوغ لديهم. الأطفال الذين يلتحم لديهم عظم الجمجمة مبكراً قد يعانون من تشوهات وتلف في المخ، إذ أن الجمجمة لا تتمدد أو يكبر حجمها بشكل صحيح لاستيعاب نمو المخ، وهي حالة تعرف باسم تعظم الدُرُوزِ الباكر (بالإنجليزية: Synarthrosis)‏.

### التحام غضروفي
الالتحام الغضروفي (بالإنجليزية: Synchondrosis)‏ هو مفصل غضروفي يرتبط بواسطة غضروف زجاجي، كما يظهر في الصفيحة المشاشية.

### درز
الدُرُوْز (بالإنجليزية: Sutures)‏ هي مفاصل ليفية مخلوقة من طبقة رقيقة من نسيج ضام ليفي كثيف، وهي تربط عظام الجمجمة.

## وصلات خارجية
- http://commons.bcit.ca/biology/articulations/synarthrotic.html%5Bاستشهاد+منقوص+البيانات%5D